# Dionys Mascolo
Dionys Mascolo (* 11. Februar 1916 in Saint-Gratien; † 20. August 1997 in Paris) war ein französischer Verlagslektor und Schriftsteller.

## Leben und Wirken
Kurz vor der deutschen Besetzung Frankreichs engagierte ihn Gaston Gallimard als Verlagslektor für seinen Verlag Éditions Gallimard. Dort lernte er u. a. Marguerite Duras und deren späteren Ehemann Robert Antelme kennen.
Mit diesen gründete Mascolo dann die „groupe de la rue Saint-Benoît“ und schloss sich damit der Résistance unter François Mitterrand an. Noch im Jahr der Befreiung kehrte er u. a. zusammen mit Edgar Morin nach Paris zurück. Im darauffolgenden Jahr trat Mascolo der Parti communiste français (PCF) bei, wurde aber 1949 wegen „parteischädigenden Verhaltens“ wieder ausgeschlossen.
Kurz nachdem sich Marguerite Duras 1947 von Robert Antelme hatte scheiden lassen, heiratete sie in Paris Mascolo. Die beiden hatten einen Sohn – Jean (* 1947) – und trennten sich 1956 wieder.
Als der französische Staatspräsident René Coty 1958 Charles de Gaulle zum Ministerpräsidenten nominierte, gründete Mascolo
zusammen mit Jean Schuster die Zeitschrift Le 14 juillet; als Sprachrohr eines erstarkenden Antigaullismus. Als vehementer Gegner der französischen Kolonialpolitik, speziell des Algerienkriegs, gehörte Mascolo im September 1960 zu den Unterzeichnern des Manifests der 121.
Dionys Mascolo ist in einer kleinen Nebenrolle – der des Spaniers José – zu sehen in Jean Eustaches Film Mes petites amoureuses (Meine kleinen Geliebten).

## Rezeption
Als Schriftsteller befasste sich Mascolo sehr intensiv mit Friedrich Nietzsche und Louis Antoine de Saint-Just; auch interessierte ihn die Rolle der Intellektuellen z. B. im Kommunismus.

## Werke
- Le communisme. Révolution et communication ou la dialectique des valeurs et des besoins. Gallimard, Paris 1953.
- Lettre polonaise. Sur la misère intellectuelle en France. Éditions de Minuit, Paris 1957.
- Autour d'un effort de mémoire. Sur un lettre de Robert Antelme. Édition Nadeau, Paris 1987.
- De l'amour. Éditions Benoît Jacab, Paris 1999, ISBN 2-913645-02-X.
- Haine de la philosophie. Heidegger pour modèle. Jean-Michel Place, Paris 1993, ISBN 2-85893-190-9.
- mit Jean-Paul Sartre und Bernard Pingaud: Du rôle de l'intellectuel dans le mouvement révolutionnaire. Losfeld, Paris 1971.
- A la recherche d'un communisme de pensée. Entêtements. Éditions Fourbis, Paris 1993, ISBN 2-907374-63-X.
- sur le sens et l'usage du mot „gauche“. Suivi de contre les idéologies de la mauvaise conscience. Nouvelles Éditions Lignes, Fécamps 2011, ISBN 978-2-35526-083-4.